# John Ewome Eko
John Ewome Eko, aussi connu sous le nom de Moja Moja, né à Buéa, est un chef traditionnel camerounais et officier militaire. 

## Biographie

### Enfance et famille
John Ewome Eko naît à Buéa, dans la région du Sud-Ouest du Cameroun. Issu d'une lignée de chefs traditionnels, il grandit dans le village de Bwassa. Il succède à son défunt père en tant que chef de ce village.

### Carrière
John Ewome Eko est connu pour son double rôle de chef traditionnel et d'officier militaire. Depuis 2009, il sert dans le Bataillon d'intervention rapide (BIR), unité d'élite de l'armée camerounaise. En mai 2024, il est réaffecté à l'infanterie en raison de problèmes d'indiscipline et d'absentéisme.
En tant que Moja Moja, il est un personnage controversé, souvent impliqué dans des incidents liés à des discours de haine et de violence. Malgré cela, il prend position contre les discours de haine, participant à des campagnes visant à promouvoir la paix et l'unité à Buéa.